# Quentin Quesnell
Quentin Quesnell (uttal: keh-NELL), född 27 februari 1927 i Milwaukee, Wisconsin, död 29 november 2012 i Holyoke, Massachusetts, var en amerikansk jesuit, tillika bibelforskare och professor i teologi vid det privata jesuitiska Marquette University och senare prefekt vid institutionen för religion på Smith College. Hans forskning har berört skilda områden, som filosofi, katolsk teologi och Smith Colleges grundare Sophia Smith.

## Biografi
Quentin Quesnell föddes den 27 februari 1927 i Milwaukee i Wisconsin. Hans far var Carl Quesnell och hans mor var Agnes (Bleskachek) Quesnell. Hans studier på det privata jesuituniversitetet Saint Louis University i Saint Louis, Missouri resulterade i en master's degree i filosofi och en STL (Licentiate of Sacred Theology) i teologi. Quesnell bedrev fortsatta studier i Wien, Paris (vid Institut Catholique de Paris, Université Paris-Sorbonne och École des hautes études), Jerusalem och Rom med inriktning på Bibeln och orientaliska, främst semitiska språk.

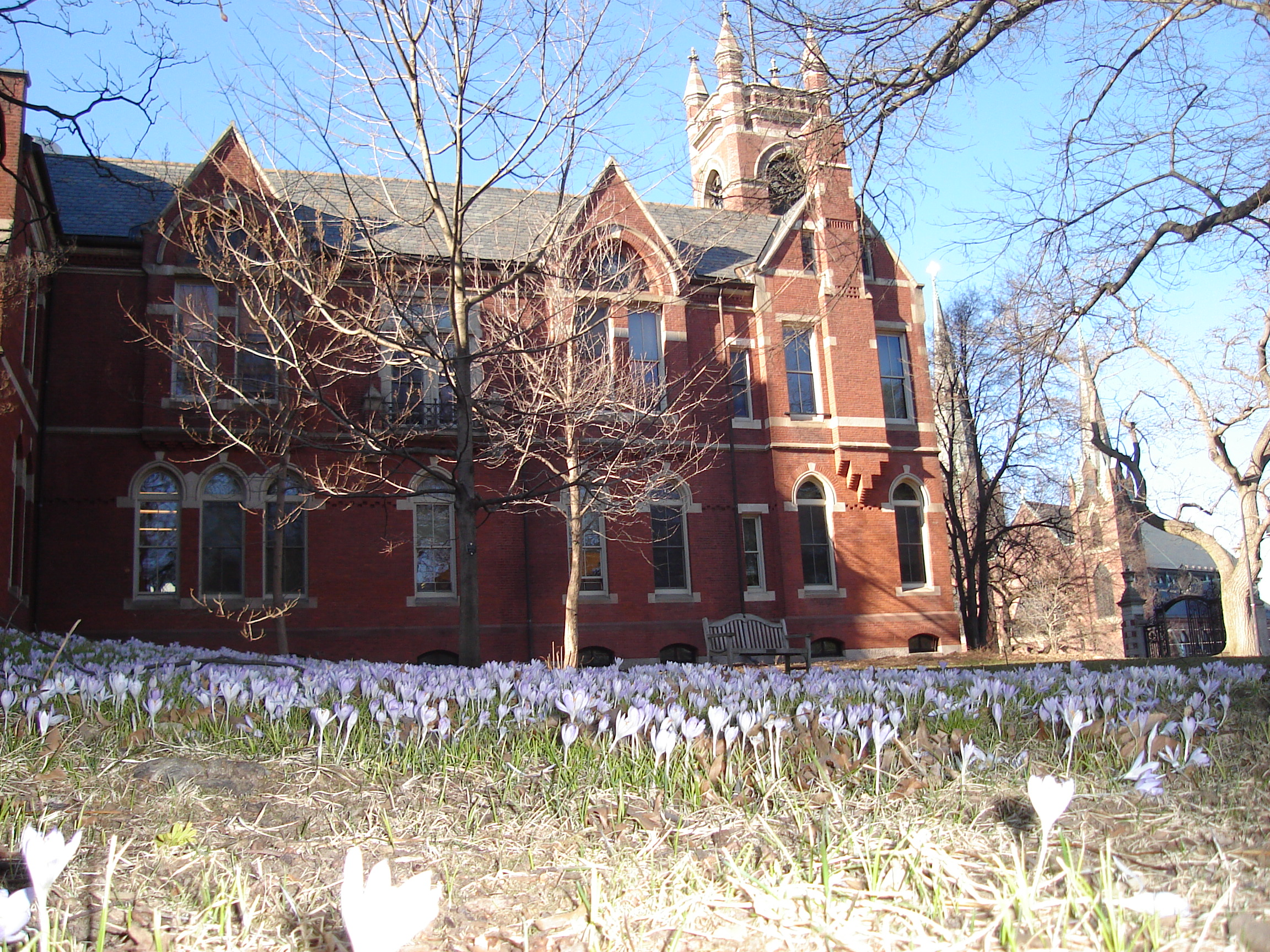
Smith College, där Quesnell verkade som prefekt 1975–1997

I Rom doktorerade han vid Påvliga bibelinstitutet (Pontificio Istituto Biblico), en av Heliga stolens institutioner anförtrodd åt Jesuitorden, och avlade ”med enastående prestation” (summa cum laude) en STD (Doctor of Sacred Theology) med en avhandling om ”The Mind of Mark”, som godkändes 1968.
Åren 1966–1972 verkade Quesnell som professor i teologi vid Marquette University, ett universitet i Milwaukee, Wisconsin, som grundades och drivs av Jesuitorden. Han var samtidigt medlem av nämnda orden, men lämnade den 1972 för att kunna gifta sig med Jean Higgins, som vid den tiden arbetade på Smith College i Northampton i Massachusetts. Detta fick dock till följd att han också avskedades från Marquette-universitetet med motiveringen att han innehade sin tjänst såsom jesuit och i och med att han på eget initiativ lämnade orden hade han i praktiken också lämnat fakulteten. Quesnell, som hade fast anställning (tenure), tog strid för sin sak och vände sig till ”American Association of University Professors”, AAUP, vilka utredde fallet och stämde universitet för brott mot anställningsreglerna. Marquette-universitetet svartlistades och denna svartlistning kvarstod i 21 år, till 1997, då universitets kontrakt med jesuiterna ändrades så att någon liknande situation inte skulle kunna uppkomma.
I stället kom Quesnell att erbjudas tjänst på kvinnouniversitet Smith College, där han fick dela tjänst med sin hustru Jean H. Higgins, då Quesnell. Han verkade där som prefekt vid institutionen för religion mellan åren 1975 och 1997. År 1988 utnämndes han till ”Roe/Straut Professor” i humaniora och blev emeritus vid sin pensionering 1997. Quentin Quesnell avled den 29 november 2012 i Holyoke i Massachusetts i en ålder av 85 år.

## Akademisk gärning

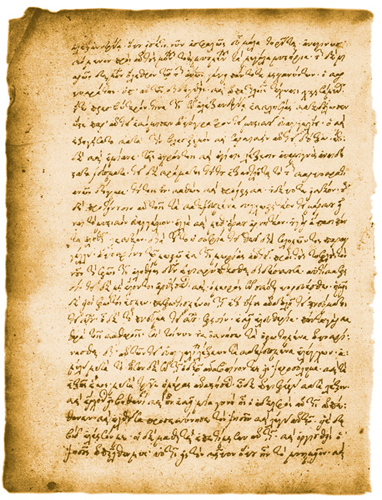
Klemens brev till Theodoros, som Quesnell menade var förfalskat.

Quesnell skrev åtta böcker och många vetenskapliga artiklar. Han är för eftervärlden mest känd för sin doktorsavhandling The Mind of Mark och sitt deltagande i debatten om äktheten av Klemens brev till Theodoros innehållande utdrag ur det så kallade Hemliga Markusevangeliet – för att vara den förste att i skrift ha ifrågasatt brevets äkthet och att, om än indirekt, ha anklagat dess upptäckare, Morton Smith, för att ha förfalskat det. Quesnell ägnade också avsevärd tid åt att forska om Smith Colleges äldsta tid, om dess uppkomst och betydelsefulla personer för dess tillkomst. En bok tillägnades Sophia Smith (1796–1870) (The Strange Disappearance of Sophia Smith), vars donerade förmögenhet och vision låg till grund för tillkomsten av Smith College. Quesnells studier omfattade också den heliga visdomens Sofia, i text, konst och ikonografi.

## Publikationer i urval

### Böcker
- Quesnell, Quentin (1964) (på engelska). This Good News: An Introduction to Catholic Theology of the New Testament. Milwaukee: The Bruce Publishing Co
- Quesnell, Quentin (1969) (på engelska). The Mind of Mark: Interpretation and Method through the Exegesis of Mark 6:52. Analecta biblica, 0066-135X; 38. Rome. Libris 8156084
- Quesnell, Quentin (1969) (på engelska). The Gospel of Christian Freedom. New York: Herder and Herder
- Quesnell, Quentin (1973) (på engelska). The Authority for Authority. Milwaukee: Marquette Univ. Press. ISBN 0-87462-517-3
- Quesnell, Quentin (1973) (på engelska). His Word Endures. Canfield, Ohio: Alba Books
- Quesnell, Quentin (1982) (på engelska). The Gospel in the Church: A Catechetical Commentary on the Lectionary. Crossroad Pub Co. ISBN 9780824504762
- Quesnell, Quentin (1999) (på engelska). The Strange Disappearance of Sophia Smith. Northampton, Mass.: Smith College Library. ISBN 9780873910484

### Artiklar
- Quesnell, Quentin (1958), ”The Theology of the Sacred Heart”, Irish Theological Quarterly 25:3:  284–293.
- Quesnell, Quentin (1961), ”Mary is the Church”, Thought 36:  25–39.
- Quesnell, Quentin (1968), ”Made Themselves Eunuchs for the Kingdom of Heaven (Mt 19.12)”, Catholic Biblical Quarterly 30:  335–358.
- Quesnell, Quentin (1971). ”Theological Method on the Scripture as Source”. i Phil McShane (på engelska). Foundations of Theology: Papers of the First International Lonergan Congress. Dublin: Gill/Macmillan. sid. 162–193, 245–254
- Quesnell, Quentin (1975), ”The Mar Saba Clementine: A Question of Evidence”, Catholic Biblical Quarterly 37:  48–67.
- Quesnell, Quentin (1976), ”A Reply to Morton Smith”, Catholic Biblical Quarterly 38:  200–203.
- Quesnell, Quentin (1983). ”The Women at Luke's Supper”. i Richard J. Cassidy; Philip J. Scharper (på engelska). Political Issues in Luke-Acts. Maryknoll, NY: Orbis Books. sid. 59–79
- Quesnell, Quentin (1986). ”Hermeneutical Prolegomena to a Pastoral Letter”. i Charles J. Reid Jr. (på engelska). Peace in a Nuclear Age: The Bishops’ Pastoral Letter in Perspective. Washington, D.C.: Catholic University of America Press. sid. 3–19
- Quesnell, Quentin (1987), ”Aquinas on Avatars”, Dialogue and Alliance 1:2:  33–42.
- Quesnell, Quentin (1990). ”Metanoetics and the Encounter among Religions: A Brief Reflection”. i Taitetsu Unno; James W. Heisig (på engelska). The Religious Philosophy of Tanabe Hajime: The Metanoetic Imperative. Berkeley: Asian Humanities Press. sid. 216–220. ISBN 9780895818720
- Quesnell, Quentin (1995), ”Whatever Happened to Sophia Smith?”, Smith Alumnae Quarterly 86:2:  16–20.